# Behind The Tokyo
『Behind The Tokyo』（ビハインド ザ トウキョー）は、日本のロックバンド、ストレイテナーの1枚目のライブ・アルバムである。2015年8月5日にユニバーサルミュージックより発売された。

## 概要
- 2015年4月25日・26日に豊洲PITで行われた「Behind The Scene TOUR」の公演から厳選された35曲のライブ音源が収録されている[1]。また、発売当時は同年7月15日に発売された19thシングル『NO 〜命の跡に咲いた花〜』と同時購入することで応募できるプレゼント・キャンペーンも行われていた[2]。
- 初回限定盤には三吉ツカサ、橋本塁の両名によるライブ当日の撮影写真が掲載されているブックレットに加え、同年11月17日から10公演行われる「FREE ROAD TOUR」のチケット先行受付フライヤーが封入されていた[3]。

## 収録曲

### Disc1
1. KILLER TUNE
2. Super Magical Illusion
3. VANISH
4. TODAY
5. 泳ぐ鳥
6. TRAIN
7. TRAVELING GARGOYLE
8. SCARLET STARLET
9. シンデレラ・ソング
10. THE REMAINS
11. DONKEY BOOGIE DODO
12. Yeti
13. Wonderfornia
14. Breaking Ground
15. 瞬きをしない猫
16. Lightning
17. シンクロ
18. 放物線
19. 彩雲

### Disc2
1. The World Record
2. Asshole New World
3. Little Miss Weekend
4. BERSERKER TUNE
5. Man-like Creatures
6. 78-0
7. 冬の太陽
8. The Place Has No Name
9. REMINDER
10. Melodic Storm
11. From Noon Till Dawn
12. 翌る日のピエロ
13. 羊の群れは丘を登る
14. 覚星
15. Farewell Dear Deadman
16. ROCKSTEADY

## 演奏
- ホリエアツシ：Vocal, Guitar, Synthesizer
- 大山純：Guitar
- 日向秀和：Bass
- ナカヤマシンペイ：Drums